# Dolgi pohod 7
Dolgi pohod 7 (kitajsko: 长征七号运载火箭, Čang-Ženg 7 CZ-7, kdaj tudi LM-7) je kitajska srednje velika nosilna raketa za enkratno uporabo. Raketo razvija kitajski inštitut CALT, prvi let naj bi bil leta 2016.CZ-7 naj bi zapolnila vrzel med težko raketo CZ-5 in manjšo CZ-6. 